# Pteronymia artena
Pteronymia artena är en fjärilsart som beskrevs av Butler och Druce 1874. Pteronymia artena ingår i släktet Pteronymia, och familjen praktfjärilar. Inga underarter finns listade i Catalogue of Life.